# Kvarteret Draken

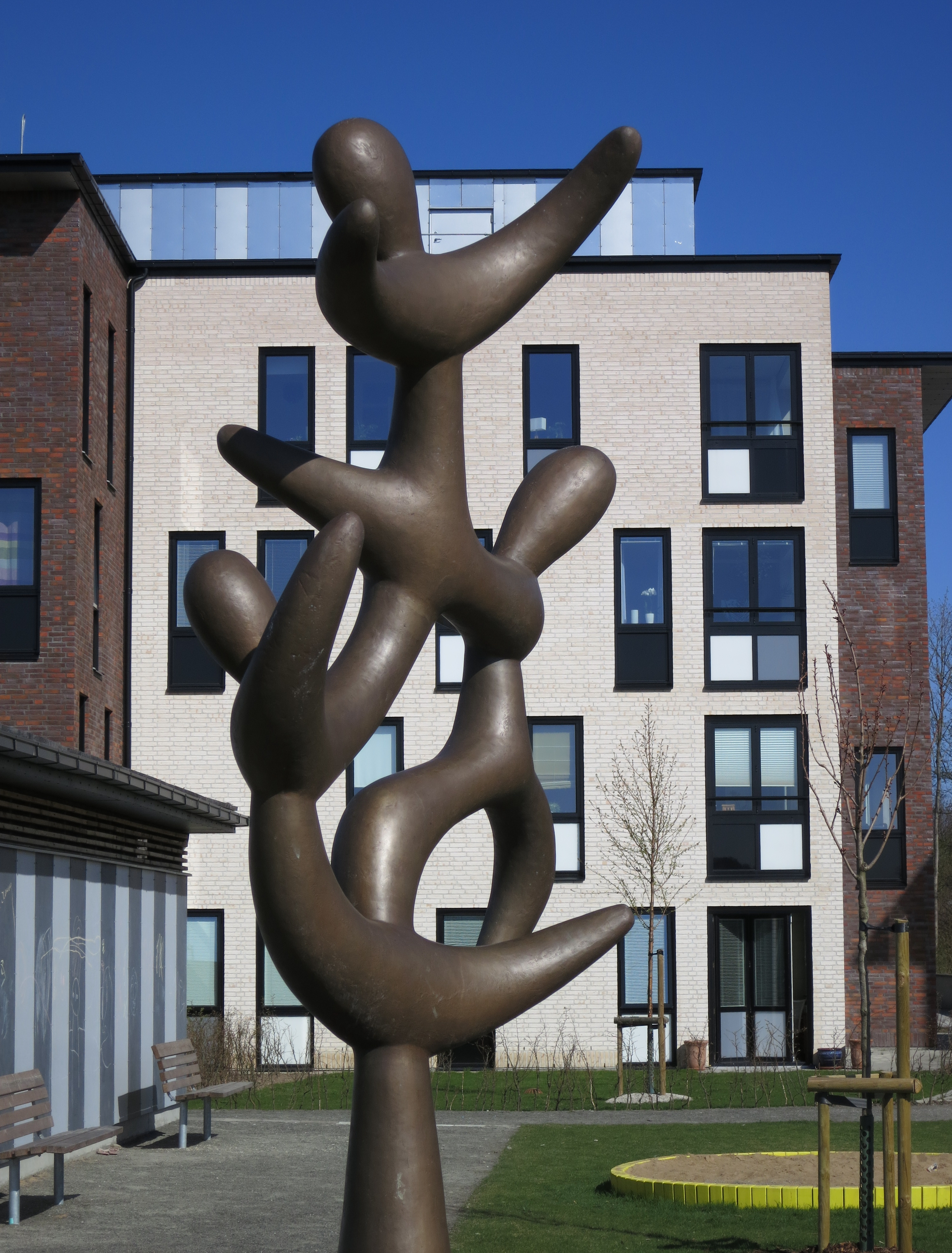
Statyn Husie Spira i kvarteret Draken

Kvarteret Draken är ett område i Husie i östra Malmö som började byggas på 2000-talet på mark som tidigare var park. Området kallas även Bulltofta friluftsstad. På området finns Coop Extra, Burger King och Swedbank. Det gränsar mot Bulltofta, Sallerupsvägen och Riseberga. På området låg tidigare Hemmets Journals tryckeri, som revs 2015.
Området planerades ursprungligen för handelsyta med butiker, men i och med att Ikea flyttade från Bulltofta föll de planerna.. 2016 stod en stor del av området fortfarande obebyggt, men gällande plan medger byggande av 250 lägenheter, 20 radhus, ett LSS-boende och en förskola.